# Samuel Dubik Jaworski
Samuel Dubik Jaworski herbu Sas – vicesgerens grodzki przemyski, miecznik kijowski w latach 1722–1744.
Był konsyliarzem konfederacji województwa ruskiego, zawiązanej 10 grudnia 1733 roku w obronie wolnej elekcji Stanisława Leszczyńskiego.